# Effektglas
Effektglas nennt man verschiedene Materialien für Effektrequisiten an Theatern und bei Film- und Fernsehproduktionen, die zur Darstellung splitternden Glases verwendet werden. Bis in die 1980er Jahre verwendete man dazu sogenanntes Zuckerglas, eine großflächig amorphen Zuckermasse, die Glas sehr ähnlich ist. Mittlerweile hat sich stattdessen Kunststoffglas etablieren können, das unter verschiedenen Namen (Filmglas, Theaterglas, Effekt-Bruchglas, Crashglas) im Fachhandel zu erwerben ist.

## Verwendung
Effektglas wird auf Bühnen und bei Film- und Fernsehproduktionen als Glas-Ersatz verwendet, um Verletzungsgefahren zu minimieren. Zum einen weisen die beim Auseinanderbrechen entstehenden Splitter keine scharfen Kanten auf, zum anderen hat Effektglas eine viel niedrigere Bruchhärte als Echtglas. Wenn im Theater oder im Film eine Flasche auf einem Kopf zerschlagen wird, ist diese immer aus Effektglas.

## Zuckerglas
Zuckerglasobjekte können als flache Scheibe, aber auch in jeder anderen Form arttypischer Gegenstände wie Flaschen, Gläser oder Geschirr hergestellt werden.
- Eine Zuckerglasscheibe ist relativ einfach herzustellen. Als Grundlage für eine Zuckerglasscheibe dient z. B. ein halbes Kilogramm Zucker, das in 100 ml kochendem Wasser gelöst wird. Als dünne Schicht in eine rechteckige Schale gegossen, deren Boden mit antihaftbeschichtetem Papier ausgelegt ist, ergibt das nach Erkalten eine Glasscheibe.

- Zur Herstellung von Zuckerglas-Hohlkörpern (Flaschen, Vasen) wird eine zweiteilige Abgussform benötigt, in welche die warme Ausgangsmasse eingefüllt wird und bis zum Abkühlen und Erstarren ausgeschwenkt werden muss. Einzelstücke können auch von Hand hergestellt werden, indem die Rohmasse ähnlich wie in der Glasbläserei verarbeitet wird.

Die Farbgebung kann durch Zugabe verschiedener Stoffe beeinflusst werden, sofern diese die Kristallisation des Zuckers nicht beeinflussen (und selbst keine Kristallklumpen bilden). Für möglichst klares Zuckerglas wird destilliertes Wasser verwendet, hartes Leitungswasser ergibt einen Milchglaston.

## Kunststoff-Effektglas
Während es einen großen Katalog an Standardformen gibt, können auch Formen nach Kundenwunsch realisiert werden. Im Unterschied zum Zuckerglas ist es auch möglich, komplexere Formen und auch größere Flächen herzustellen. Auch in der Farbgebung sind kaum noch Grenzen gesetzt, von einer kompletten Durchfärbung des Produkts, z. B. in Weiß als Keramik-Ersatz, bis hin zu einzelnen Farbverläufen im klaren Glas ist alles möglich.
Die Komponenten des verwendeten Kunststoffs sind überhärtet, so entsteht ein extrem sprödes und zerbrechliches Produkt. Zur Herstellung von Effektglas auf Kunststoffbasis gibt es zwei verbreitete Methoden, welche sich grundlegend unterscheiden.

### Herstellung

#### Kalter Herstellungsprozess
Die Grundmasse wird aus einem Mehrkomponenten-Kunststoff vermischt, von Luft evakuiert und in die entsprechende Form gegossen. Nach dem Aushärten, das meist nur wenige Minuten dauert, kann das Produkt entformt werden und ein weiterer Guss kann erfolgen.

#### Heißer Herstellungsprozess
Die Kunststoffgrundmasse wird bis zu einem gewissen Punkt erhitzt und in eine vorgewärmte Form gegeben. Nach dem Abkühlen von Kunststoff und Form kann man das Produkt entformen und einen weiteren Guss vorbereiten. Im Vergleich zur kalten Herstellung dauert diese Art der Herstellung länger und ist aufgrund des genauen Einhaltens der Gießtemperatur schwieriger zu handhaben.